# Sprachstörung
Eine Sprachstörung oder ein Sprachfehler ist eine Störung der gedanklichen Erzeugung von Sprache. Sprachaufbau und Sprachvermögen sind beeinträchtigt. Im Gegensatz dazu ist bei der Sprechstörung primär die motorische Erzeugung von Lauten betroffen. Sprach- und Sprechstörung können auch gemeinsam auftreten.

## Klassifikation
Es sind folgende Arten von Sprachstörungen zu unterscheiden:
- Sprachentwicklungsstörung
- Sprachabbau und -verlustsyndrome wie Aphasie, Dysphasie, Landau-Kleffner-Syndrom, Sprachabbau bei Demenz, auch bei Hellerscher Demenz
- Störungen der Schriftsprache: Dyslexie und Dysgraphie
- Störungen des Sprachverständnisses (auch: fehlende akustische Wahrnehmung, Worttaubheit), z. B. die Rezeptive Sprachstörung

Die Sprachfehler und Sprachstörungen werden nach Kainz, Jussen und Heese wie folgt eingeteilt.

### Vollständiges Ausbleiben der Sprachentwicklung
Dies ist die gravierendste Sprachstörung überhaupt. Taubstummheit (Surdomutitas) kann eine Folge angeborener oder erworbener Gehörlosigkeit sein, „Hirnschäden“ und Autismus (besonders beim Kanner-Typ) können ebenfalls zu Stummheit führen.

### Gehemmte Sprachentwicklung
Unter Dysgrammatismus versteht man die Unfähigkeit, Sätze nach den Regeln der Grammatik richtig zu bilden.
Morphologische Fehler der Wortbeugung (z. B. ein schön Mädchen) und syntaktische Fehler der Wortstellung im Satz (z. B. Ich heim gehe bald) sind Zeichen einer dysgrammatischen Sprachstörung.
Infolge einer allgemeinen geistigen und körperlichen Entwicklungsverzögerung (z. B. geistige Behinderung) kann beim Kind auch die Sprachentwicklung verzögert sein.
Als Ursachen gelten Geburtstraumata, Schädigungen im prä-, peri- und postnatalen Stadium sowie Schädigungen psychischer Art (Milieudefekte, Hospitalismus, Deprivationssyndrom). Auch bei Autismus (besonders beim Kanner-Typ) kommt es teilweise zu einer Verzögerung oder sogar zum Ausbleiben der Sprachentwicklung.

### Aphasie
Von Sprachverlust oder Aphasie ist dann die Rede, wenn die Fähigkeit, Sprache zu gebrauchen oder zu verstehen, ursprünglich vorhanden war und dann ganz oder teilweise durch ein neurogenes Ereignis verloren ging; dabei ist Sprachverlust eigentlich eine falsche Bezeichnung, denn die Sprache selbst ist erworben, aber nicht mehr in vollem Maße anwendbar (alle oder einzelne Modalitäten und Ebenen können betroffen sein).
Das kann durch Durchblutungsstörungen im Gehirn, Schlaganfälle, Tumoren, Hirnentzündungen oder Hirntraumata geschehen.
Mit Sprachverlust gehen unter Umständen auch Beeinträchtigungen oder Ausfälle (z. B.) der Lesefähigkeit (Dyslexie oder Alexie), Schreibfähigkeit (Dysgraphie oder Agraphie),  Rechenfähigkeit (Dyskalkulie oder Akalkulie) oder/und der bewussten Steuerung der Bewegungen (Dyspraxie oder Apraxie) einher.
Man unterscheidet vier Formen der Aphasie (so genannte Standardsyndrome):
- Broca-Aphasie: Trotz weitgehend funktionierendem Sprachverständnis ist die Sprachproduktion gestört. Telegrammstil als markantes Kennzeichen (Agrammatismus).
- Wernicke-Aphasie: Hier ist bei weitgehend erhaltener Sprachproduktionsfähigkeit das Sprachverständnis gestört. Kreation von Satzverschränkungen, Neologismen, endlosen und inhaltslosen Reden (Logorrhoe), sowie fehlendem Störungsbewußtsein.
- Amnestische Aphasie: Die Wortfindung ist gestört (Wortfindungsstörungen – WFS), Sprachproduktionsfähigkeit und Sprachverständnis sind vorhanden.
- Globale Aphasie: Darunter versteht man eine das Sprachverständnis und die Sprachproduktion gleichermaßen umfassende, weit ausgreifende Störung.

Neben diesen werden noch die Formen der Nicht-Standard-Syndrome unterschieden:
- Leitungs-Aphasie
- Transkortikale Aphasie (Transkortikal-motorische Aphasie und Transkortikal-sensorische Aphasie)
- nicht klassifizierbare Aphasie
- Rest-Aphasie

Bei einem hohen Prozentsatz der Menschen mit Aphasie geht die Erkrankung mit einer Einseitenlähmung einher (Hemiparese).

## Geschichte
Mit seinem erstmals 1912 veröffentlichten Lehrbuch Sprachheilkunde gilt Hermann Gutzmann sen. als Hauptbegründer der Lehre von den Sprachstörungen.

## Verwandte Themen
- Sprachentwicklung
- Sprachentwicklungsverzögerung
- Sprechen
- Sprechfehler, Poltern, Stammeln, Stottern, Lallen
- Kommunikationsstörung
- Logopädie
- Phoniatrie